# フリーン

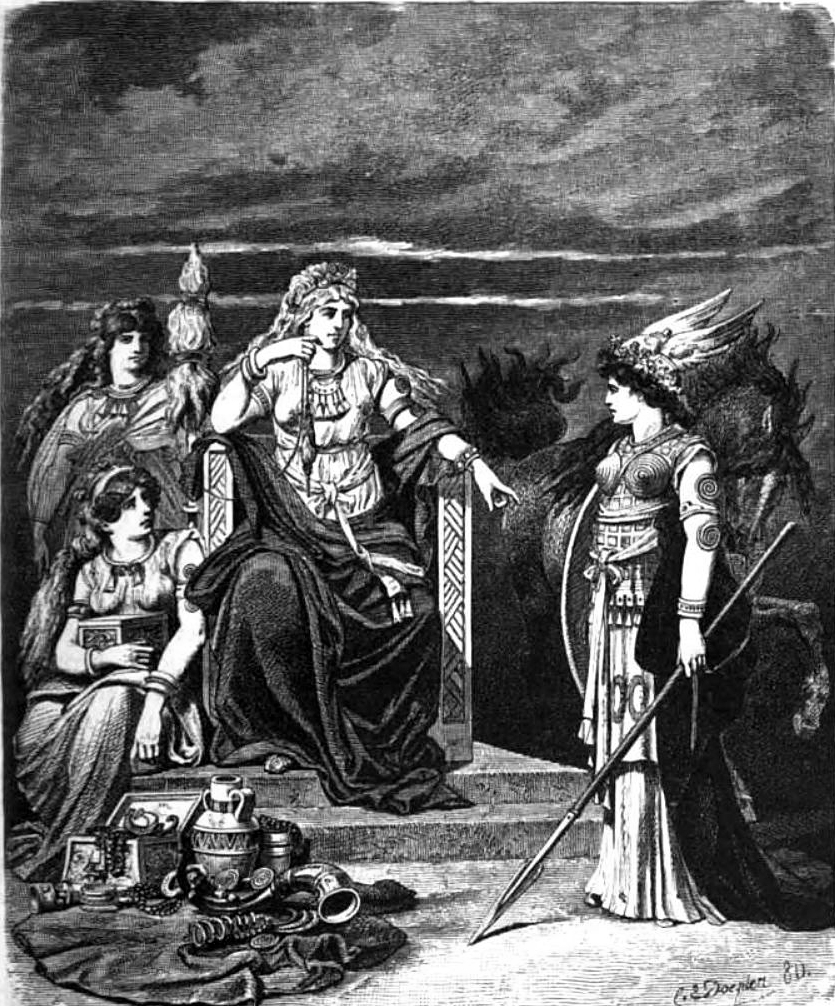
Carl Emil Doeplerが描いたフリッグと侍女達。（1882年）

フリーン（古ノルド語: Hlín）は、北欧神話の主神オーディンの妻フリッグの侍女だとされる女神。人間を守護するのが役割とされているが詳しい神話は伝わっていない。
『スノッリのエッダ』第一部『ギュルヴィたぶらかし』第35章で14柱のアース女神が列挙されるが、フリーンは12番目に挙げられている。「古エッダ」の「巫女の予言」ではフリーンはフリッグの別名とされている。「フリッグの喜び（オーディン）が狼に倒される時フリーンを2番目の悲しみ（1度目は息子バルドルの死）が襲う」といわれている。
フリーン（フリッグ）と女神フレイヤの名前、フリーンの夫オーディンとフレイヤの夫オーズの名前が似ている（さらにオーディンもオーズもしばしば旅に出る）ため両者が同一視されることがある（詳しくはオーズを参照のこと）。